# بويرتو باريوس
بويرتو باريوس (بالإنجليزية: Puerto Barrios)‏ هي مدينة تتبع إدارة إيزابال . وهي عاصمة إدارة إيزابال . بلغ عدد سكانها 106922  نسمة في 2002 . تبلغ مساحتها 1292 كيلومتر مربع . ورمزها البريدي هو 18001 .

## الموقع
تشترك في الحدود مع:
- Morales, Guatemala [الإنجليزية]‏
- الكاريبي
- ليفينغستون  [لغات أخرى]‏
- هندوراس.

## المناخ
يظهر الجدول التالي التغييرات المناخية على مدار السنة لبويرتو باريوس:
{{بيانات منطقة مناخية
| location = بويرتو باريوس
|width=auto
|single line = Yes
|metric first = Yes
|Jan mean C = 24.7
|Feb mean C = 25.1
|Mar mean C = 27.1
|Apr mean C = 28.5
|May mean C = 29.0
|Jun mean C = 29.1
|Jul mean C = 28.6
|Aug mean C = 28.7
|Sep mean C = 28.5
|Oct mean C = 27.5
|Nov mean C = 25.8
|Dec mean C = 24.9
|year mean C = 27.3
|Jan precipitation mm = 197
|Feb precipitation mm = 114
|Mar precipitation mm = 95
|Apr precipitation mm = 118
|May precipitation mm = 144
|Jun precipitation mm = 264
|Jul precipitation mm = 400
|Aug precipitation mm = 326
|Sep precipitation mm = 288
|Oct precipitation mm = 293
|Nov precipitation mm = 282
|Dec precipitation mm = 227
|year precipitation mm = 
|source 1 = Climate-Data.org 
Instituto Nacional de Sismología, Vulcanología, Meteorología e Hidrología de Guatemala<ref>Departamento de Investigación y servicios meteorológicos. "Isotermas de temperatura mínima absoluta anual" (بالإسبانية). Archived from the original on 2012-05-17.{{استشهاد ويب}}:  صيانة الاستشهاد: مسار غير صالح (link); "Isotermas de temperatura máxima absoluta anual". مؤرشف من الأصل في 2012-05-24.{{استشهاد ويب}}:  صيانة الاستشهاد: مسار غير صالح (link); "Isotermas de temperatura máxima promedio anual". مؤرشف من الأصل في 2012-05-15.{{استشهاد ويب}}:  صيانة الاستشهاد: مسار غير صالح (link); "Isotermas de temperature mínima promedio annual". مؤرشف من الأصل في 2012-05-29.{{استشهاد ويب}}:  صيانة الاستشهاد: مسار غير صالح (link); . بويرتو باريوس https://web.archive.org/web/20230314062439/https://insivumeh.gob.gt/hidrologia/ATLAS_HIDROMETEOROLOGICO/Atlas_Climatologico/d-lluvia.jpg. مؤرشف من الأصل في 2023-03-14. اطلع عليه بتاريخ 2015-10-23. {{استشهاد ويب}}: الوسيط |title= غير موجود أو فارغ (مساعدة) والوسيط غير المعروف |width= تم تجاهله (مساعدة)

## أعلام
- فريدي غارسيا
- ديفيد كامبوس
- ماريو أسيفيدو
- فريدي تومسون